# Valdemar Tofte
Lars Valdemar Tofte (Copenhague, 21 de octubre de 1832 - Copenhague, 28 de mayo de 1907) fue un violinista danés que enseñó durante medio siglo y formó a más de 300 violinistas de Dinamarca.

## Biografía
Tofte era hijo del destilador de brännvin, Hans Larsen Tofte (1798–1857) y de Mathilde Pedersen (1812–1867). Su padre, que amaba la música y era un buen violinista, quería que su hijo se convirtiera en un buen músico, especialmente virtuoso con el violín. Con ese fin, llevaba a Tofte desde temprana edad a conciertos para escuchar a grandes artistas como Miska Hauser, Hubert Léonard, Carl Moeser o François Prume. También buscó buenos maestros cualificados: primero Carl T. Petersen, violinista de la orquesta de Hans Christian Lumbye y luego Julius Semler de la Orquesta Real Danesa. En el otoño de 1850, cuando la Musikforeningen (Asociación de Música) formó su propia orquesta bajo la dirección de Niels W. Gade, Tofte fue uno de sus primeros violinistas. Gade recomendó que Tofte estudiara con el 'rey del violín' Joseph Joachim en Hanover. Tofte siguió el consejo y estudió con Joachim desde 1853 hasta 1856 y, ocasionalmente, también estudió con Louis Spohr en Kassel.

## Carrera
Cuando volvió a Dinamarca, hizo su debut en mayo de 1856 con gran éxito en la Orquesta de la Sociedad de Música. Trabajó en esta asociación como solista y realizó conciertos de música de cámara con un cuarteto formado por Christian Schiørring, Vilhelm Christian Holm y Franz Xaver Neruda. En 1863 fue contratado por la Orquesta Real Danesa, alternando como solista con Christian Schiørring, hasta su renuncia en 1893.
Cuando se estableció la Real Academia Danesa de Música en 1867, Tofte se convirtió en el primer profesor de violín. Enseñó hasta 1904, formando a toda una escuela de violinistas en Dinamarca. Se estima que enseñó a más de 300 violinistas, lo que indica su calidad como profesor, y casi a dos generaciones de artistas, incluidos Anton Svendsen, Frederick Hilmer, Frida Schytte, Fini Henriques, Frederik Rung, Victor Bendix, Carl Nielsen o Georg Høeberg.

## Vida personal
El 3 de marzo de 1866, Tofte se casó  en la Trinitatis Kirke con Ane Kirstine Pauline Willumsen (23 de mayo de 1838 - 17 de agosto de 1914), hija del transportista Jørgen Willumsen (1801-1854) y Marie Elisabeth Poulsen (1802-1879). [ 1]
Murió el 28 de mayo de 1907 en Copenhague y fue enterrado en el cementerio de Vestre, con una lápida de estilo art nouveau diseñada por Thorvald Bindesbøll y erigida en 1908. [2]
Tofte se casó el 3 de marzo de 1866 en la iglesia Trinitatis con Ane Kirstine Pauline Willumsen (23 de mayo de 1838 en Copenhague - 17 de agosto de 1914 en Frederiksberg), hija del transportista Jørgen Willumsen (1801-1854) y de Marie Elisabeth Poulsen (1802-1879).

## Honores
Tofte se convirtió en Caballero de la Orden de Dannebrog en 1881 y de Dannebrogordenens Hæderstegn en 1902. Por su larga e importante carrera fue honrado en 1893 con el título de profesor. 
Está enterrado en el Cementerio de Vestre en Copenhague, donde Thorvald Bindesbøll diseñó y erigió la lápida en 1908 en un estilo art nouveau.